# 安德烈亚斯·拉松
安德烈亚斯·拉松（瑞典語：Andreas Larsson，1974年8月13日—），瑞典男子手球运动员。他曾代表瑞典国家队参加1996年和2000年夏季奥林匹克运动会手球比赛，获得二枚银牌。